# جويل مارتينيز (لاعب كرة قدم)
جويل مارتينيز هو لاعب كرة قدم أندوري في مركز الوسط، ولد في 31 أكتوبر 1988 في أندورا لا فيلا في أندورا. شارك مع منتخب أندورا تحت 21 سنة لكرة القدم ومنتخب أندورا لكرة القدم. أما مع النوادي، فقد لعب مع سانت جوليا.

## وصلات خارجية
- جويل مارتينيز (لاعب كرة قدم) على موقع الاتحاد الأوربي (الإنجليزية)
- جويل مارتينيز (لاعب كرة قدم) على موقع قاعدة بيانات كرة القدم.إي يو (الإنجليزية)
- جويل مارتينيز (لاعب كرة قدم) على موقع ناشيونال فوتبول تيمز (الإنجليزية)
- جويل مارتينيز (لاعب كرة قدم) على موقع Soccerway.com (الإنجليزية)
- جويل مارتينيز (لاعب كرة قدم) على موقع Soccerway.com (الإنجليزية)
- جويل مارتينيز (لاعب كرة قدم) على موقع عالم كرة القدم.نت (الإنجليزية)